# 郎平
郎 平（ろう へい、ラン・ピン、Lang Ping, 1960年12月10日 - ）は、中国の元女子バレーボール選手、バレーボール指導者。天津市出身。1980年代の中国女子バレーボールの黄金時代を築いた。

## 来歴・人物
1979年に中国女子代表入りを果たした。郎平は世界の代表として1981年ワールドカップ、1982年世界選手権、1984年ロサンゼルスオリンピックの3大大会全てで金メダルを獲得し、郎平が放つその強力なスパイクは鉄のハンマーと称された。
郎平は1986年に現役を引退したが1990年の世界選手権で一時現役復帰し、銀メダルを獲得した後にアメリカへ留学した。
1995年、郎平は中国女子代表の監督に就任し、低迷していた中国女子代表を立て直し同年のワールドカップで銅メダル、1996年アトランタオリンピック、1998年世界選手権で銀メダルへと導いた。中国女子代表の監督を退任した後はイタリアのセリエAのモデナの監督を務め、2002年にバレーボール殿堂入りを果たしている。
2005年、郎平はアメリカ女子代表の監督に就任し、2008年の北京オリンピックでは銀メダルを獲得した。同年、アメリカ女子代表監督を退任。
中国代表監督復帰について郎平は、「優秀な指導者が沢山います」と難しくコメントした。現在は中国リーグの広東恒大の監督に就いている。
2013年4月、中国バレーボール協会が郎平の中国女子代表監督の就任を発表した。
2016年リオデジャネイロオリンピックにおいて、中国女子代表の監督として参加し、金メダルを獲得した。
2017年、天津体育学院に新たに設立された中国バレーボール学院の院長に就任した。

## 球歴
- 1981年 ワールドカップ 金メダル
- 1982年 世界選手権 金メダル
- 1984年 ロサンゼルスオリンピック 金メダル
- 1985年 ワールドカップ 金メダル
- 1990年 世界選手権 銀メダル